# Page 44
Page 44 entwickelt Videospiele für PlayStation, PlayStation Portable, Wii, Xbox 360 und Apple iOS.

## Geschichte
Das Unternehmen wurde 1998 von Steve Apour, Denis Fung und Scott Rohde gegründet. 2003 wurde der Produktionschef Scott Rohde von Tom Shoenhair, der vorher bei Crystal Dynamics tätig war, ersetzt. Rohde wurde daraufhin Direktor von SCEA San Diego. Page 44 entwickelte dann Sportspiele für Sony, davor waren sie für Electronic Arts tätig, wo sie zum Beispiel das PlayStation-Spiel NHL 2001 entwickelten.

## Spiele
Für Sony entwickelte Page 44 Wayne Gretzky-Eishockey-Simulation, das Spiel ersetzte die Sony-Marke; NHL FaceOff. Für Electronic Arts wurde die PlayStation-Umsetzung von der Pate entwickelt. 2010 haben sie Madden NFL für das iPhone entwickelt.